# Asedio de la Asamblea Nacional de Venezuela
El asedio del Palacio Federal Legislativo fue un enfrentamiento civil ocurrido el 5 de julio de 2017 en la sede de la Asamblea Nacional de Venezuela, ubicada en el centro de Caracas, entre miembros y empleados de la Asamblea Nacional, mayoritariamente opositores, y partidarios del gobierno, liderados por Oswaldo Rivero, uno de los conductores del programa de la televisión oficialista Zurda Konducta, y el periodista, también oficialista, Luis Hugas.

## Historia
Un grupo de personas, instigados y liderados por Oswaldo Rivero, uno de los conductores del programa de la televisión oficial Zurda Konducta, y el periodista Luis Hugas, también oficialista, entraron al patio de la Asamblea Nacional con colectivos armados y la venia del destacamento de la Guardia Nacional de Venezuela que se encuentra allí y es encargada de la seguridad del edificio y de quienes trabajan dentro, llevando cohetones, armas de fuego y objetos contundentes, con los cuales comenzaron a golpear a los diputados y robar a periodistas que estaban cubriendo los actos por los 206 años de la Independencia de Venezuela.
Los hechos ocasionaron varios heridos, entre ellos seis diputados (Américo De Grazia, Armando Armas, Juan Guaidó, Luis Padilla, Nora Bracho y José Regnault). También resultaron heridos nueve empleados de la Asamblea, varios periodistas y un adepto al gobierno, producto del estallido de un cohetón que la víctima portaba.
La trifulca o asalto se produjo cuando los diputados se disponían a aprobar la convocatoria a un referéndum para el 16 de julio de 2017, en el cual preguntarían a los venezolanos si estaban de acuerdo con la Asamblea Nacional Constituyente convocada por el presidente Nicolás Maduro, y cuyos comicios estaban convocados para el 30 de julio de 2017.

## Consecuencias
Sin contar los heridos y daños materiales menores (así como pérdida de instrumentos de trabajo de periodistas que denunciaron que fueron robados por las personas que irrumpieron a la Asamblea) muchos coinciden que estos hechos perjudicaron políticamente al gobierno de Nicolás Maduro, especialmente agravaron aún más la percepción que tienen muchos gobiernos del mundo que ponen en duda su naturaleza democrática. El Ministerio Público venezolano informó que la Fiscalía 106° del Área Metropolitana de Caracas fue comisionada para investigar estos ataques.

## Reacciones

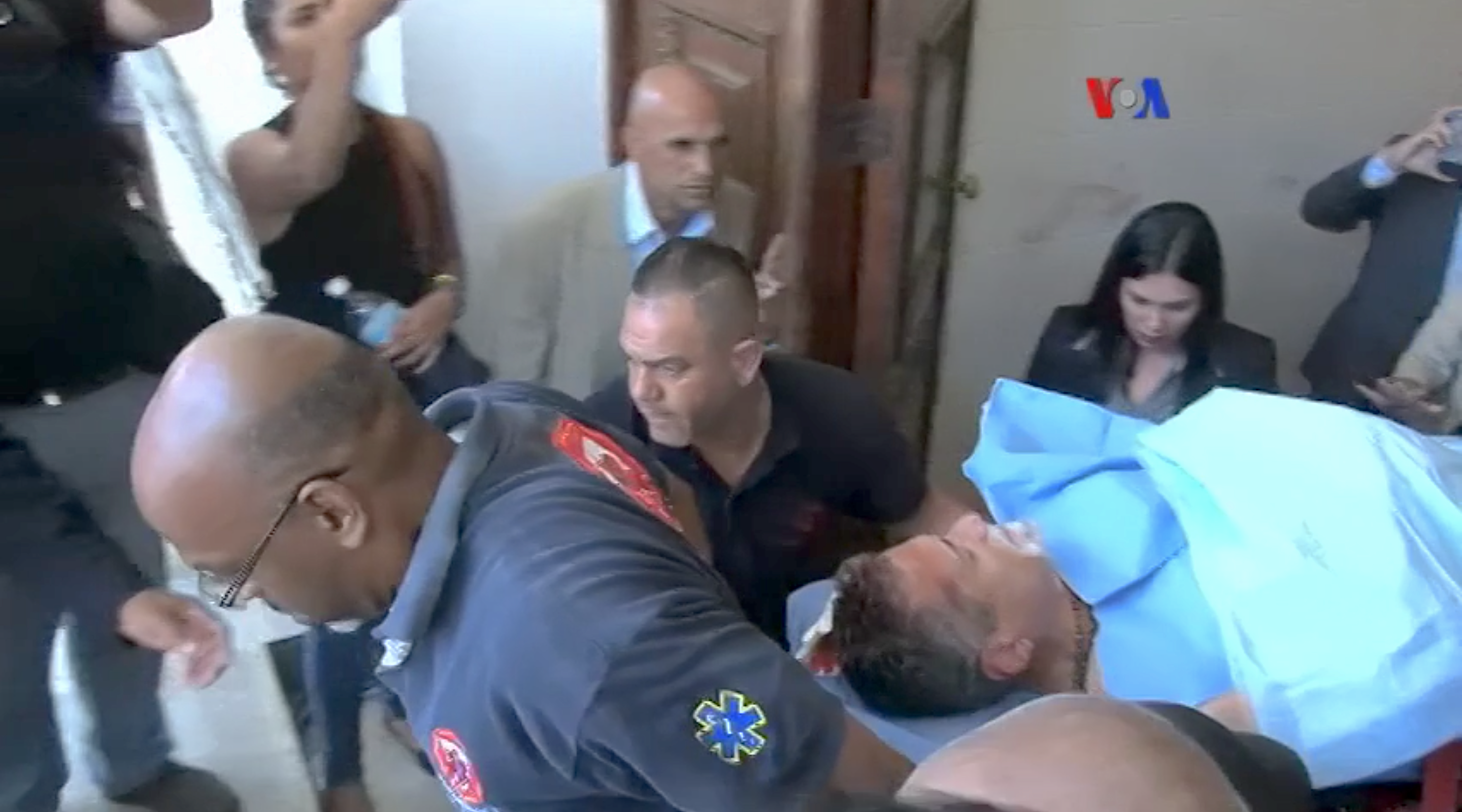
Heridos siendo evacuados de la asamblea después del asedio.

### En Venezuela

#### Gobierno de Venezuela
- El presidente de la República Bolivariana de Venezuela Nicolás Maduro dijo: «Yo condeno esos hechos, no seré nunca cómplice de hechos de violencia, he ordenado su investigación y que se haga justicia.»[7]
- El ministro de la Defensa de Venezuela, Vladimir Padrino López expresó en su cuenta de Twitter: «Condenamos la violencia en cualquiera de sus formas, venga de donde venga. Los hechos suscitados hoy en la Asamblea Nacional son inaceptables.»[8]
- El defensor del pueblo, Tarek William Saab escribió en su cuenta de Twitter: «Condenamos los actos violentos en la AN con saldo de varios diputados heridos. La Defensoría ha solicitado formalmente abrir una investigación exhaustiva para determinar sanciones contra los culpables.»[9] El ministro del Poder popular para la Juventud expresó: «Hacemos responsables a los diputados de la Mesa de la Unidad que salieron del salón de sesiones, encapuchados, muchísimos, con armas, con artefactos explosivos con bomba molotov y atacaron a toda esta juventud venezolana que se encontraba en el día de hoy ahí.»[10] También Ilenia Medina, candidata a la Asamblea Nacional Constituyente por el Distrito Capital opinó que los hechos «parecieran una puesta en escena de la oposición.»[11]

#### Oposición política venezolana
- El gobernador del estado Miranda, Henrique Capriles, expresó que el asalto fue planificado por el gobierno. El diputado Tomás Guanipa expresó que lo sucedido fue responsabilidad de la Guardia Nacional que permitió que libremente pudieran entrar «esos grupos delictivos»[12] Julio Borges, presidente de la Asamblea Nacional, expresó que lo sucedido era «sólo una muestra de lo que viene si se da la Constituyente.» Y calificó como un acto de «hipocresía» que Vladimir Padrino López y Nicolás Maduro condenaran los hechos. El primer vicepresidente de la Asamblea Freddy Guevara, aseguró que el ataque fue con la intención de impedir la aprobación del plebiscito convocado para el 16 de julio. Aseguró que «también dispararon con armas de fuego» y que un capitán de la Guardia Nacional «fue puesto preso porque intentó detener a los colectivos.»[13]

### Comunidad internacional
- Los países del Mercado Común del Sur (MERCOSUR) (Brasil, Argentina, Paraguay y Uruguay) consideraron que "los hechos de violencia" en la Asamblea Nacional «constituyen un avasallamiento del Ejecutivo sobre otro Poder del Estado», e instaron al gobierno «a poner fin inmediatamente a todo discurso y a todas las acciones que incentiven una mayor polarización, con el consecuente crecimiento de la violencia, y a garantizar el respeto a los Derechos Humanos, la separación de los poderes y la vigencia del Estado de Derecho.»[8]
- El gobierno de Colombia, a través de su cancillería, emitió un comunicado en el que expresó su rotunda condena por los hechos de violencia registrados en la Asamblea Nacional venezolana y «urge al Gobierno venezolano a «garantizar la seguridad de los miembros de los poderes públicos y respetar su autonomía.»[8][14] Juan Manuel Santos, presidente de ese país expresó en su cuenta en Twitter: «Condenamos los hechos de violencia en la Asamblea Nacional en Caracas. Reiteramos el urgente llamado a una solución negociada y pacífica.»
- El presidente de Perú, Pedro Pablo Kuczynski, escribió en su cuenta de Twitter: «Mi absoluto rechazo y condena por los inaceptables hechos de violencia sucedidos en la Asamblea Nacional de Venezuela.»
- El gobierno de México también condenó los hechos a través de un comunicado donde expresó su «más enérgica condena a los graves hechos ocurridos el día de hoy en la Asamblea Nacional de Venezuela, donde grupos organizados irrumpieron de manera violenta, hiriendo a legisladores y generando destrucción. México expresa su solidaridad con los miembros de la Asamblea Nacional, cuya investidura debe respetarse en todo momento.»[15]
- El gobierno de Panamá, a través de su vicepresidente Isabel Saint Malo condenó «rotunda y enérgicamente la violencia suscitada en la Asamblea Nacional de la República Bolivariana de Venezuela, que dejó como resultado a diputados, personal y periodistas heridos.»[16]
- El secretario general de la OEA Luis Almagro pidió que se realice una reunión entre el gobierno de Venezuela y la OEA para encontrar una solución a la crisis.[17]
- El Reino Unido de Gran Bretaña e Irlanda del Norte se manifestó a través de su embajador en Caracas, John Saville quien escribió en su cuenta de Twitter: «Condeno ataque grotesco contra Asamblea Nacional de Venezuela y diputados. Para de verdad lograr la paz, se debe actuar democráticamente y sin violencia.»
- El ministro de Relaciones Exteriores de Alemania, Sigmar Gabriel, rechazó el ataque a la Asamblea Nacional y pidió al gobierno nacional «castigar a los responsables.»[18]
- El gobierno de España expresó su condena a estos hechos y las agresiones contra parlamentarios en un comunicado del Ministerio de Asuntos Exteriores e instó a las autoridades venezolanas a garantizar la seguridad e independencia del Poder Legislativo.[19] Mariano Rajoy, jefe del gobierno español escribió: «Mi rotunda condena al violento asalto del Parlamento de Venezuela. España, con la paz, la libertad y los derechos del pueblo venezolano.»
- Los Estados Unidos de América, en un comunicado del Departamento de Estado, condenaron «el ataque contra miembros de la Asamblea Nacional venezolana por partidarios armados del Gobierno del presidente Nicolás Maduro.» «Esta violencia (…) es un asalto a los principios democráticos de los hombres y mujeres que lucharon por la independencia de Venezuela hace 206 años.»[14]
- La ministra de Relaciones Exteriores de Canadá, Chrystia Freeland, también rechazo el asalto al Parlamento y urgió al Gobierno de Venezuela a respetar los derechos democráticos y dar independencia a las instituciones que protegen los derechos del pueblo venezolano.[20]
- El ministro de Relaciones Exteriores de Chile, Heraldo Muñoz, expresó la condena del gobierno de ese país al ataque sufrido por la Asamblea Nacional. «Hemos emitido una declaración ayer expresando nuestra firme condena a estos actos de violencia a la Asamblea Nacional de Venezuela y a los parlamentarios heridos.»[21]
- El gobierno de Guatemala, a través de su Ministerio de Relaciones Exteriores lamentó y condenó estos «actos de violencia.»
- El presidente del parlamento de la Unión Europea Antonio Tajani escribió en la red Twitter: «Condeno el brutal asalto a la Asamblea Nacional de Venezuela, símbolo de la democracia.»
- El Ministerio de Relaciones Exteriores de Francia a través de un comunicado expresó su condena a las «agresiones físicas de las que fueron víctimas varios parlamentarios y miembros del personal de la Asamblea Nacional en Caracas.» Y agregó: «No hay Estado de derecho sin respeto de las instituciones, ni democracia sin un parlamento soberano y parlamentarios libres de ejercer su mandato sin presiones ni violencia.»